# Pigiopsis hyposcotia
Pigiopsis hyposcotia là một loài bướm đêm trong họ Geometridae.